# 哈伊鲁拉·沙欣卡亚
哈伊鲁拉·沙欣卡亚（土耳其語：Hayrullah Şahinkaya，1934年2月1日—），土耳其男子摔跤运动员。他曾代表土耳其参加世界摔跤锦标赛，获得一枚铜牌。他也曾参加1960年和1964年夏季奥林匹克运动会。